# Katastralgemeinde Liemberg
Die Katastralgemeinde Liemberg ist eine von elf Katastralgemeinden der Marktgemeinde Liebenfels im Bezirk Sankt Veit an der Glan in Kärnten. Sie hat eine Fläche von 981,48 ha.
Die Katastralgemeinde gehört zum Sprengel des Vermessungsamtes Klagenfurt.

## Lage
Die Katastralgemeinde liegt am südwestlichen Rand des Bezirks Sankt Veit an der Glan. Ihre Fläche beträgt 9,81 km². Sie umfasst jenen Teil des Liembergbachtals, das sich von Zwattendorf im Westen bis zu dem Graben, der im Osten hinunter Richtung Glantschach führt, erstreckt, sowie die Höhenzüge nördlich und südlich davon. Die Katastralgemeinde erstreckt sich über eine Höhenlage von 618 Metern am Liembergbach am östlichen Rand der Katastralgemeinde bis zu 1171 Metern am Gößeberg.

## Ortschaften
Jeweils zur Gänze auf dem Gebiet der Katastralgemeinde Liemberg befinden sich die Ortschaften Liemberg, Eggen I und Wasai. Von den durch Gemeindegrenzen durchschnittenen Orten Zwattendorf und Gößeberg liegen nur kleine, als eigenständige Ortschaften geführte, Teile auf dem Gebiet der Katastralgemeinde Liemberg.

## Vermessungsamt-Sprengel
Die Katastralgemeinde gehört seit 1. Jänner 1998 zum Sprengel des Vermessungsamtes Klagenfurt. Davor war sie Teil des Sprengels des Vermessungsamtes St. Veit an der Glan.

## Geschichte
Ende des 18. Jahrhunderts wurden die Kärntner Steuergemeinden (später: Katastralgemeinden) gebildet und Steuerbezirken zugeordnet. Die Steuergemeinde Liemberg wurde Teil des Steuerbezirks Liemberg. 
Im Zuge der Reformen nach der Revolution 1848/49 wurden in Kärnten die Steuerbezirke aufgelöst und Ortsgemeinden gebildet, die jeweils das Gebiet einer oder mehrerer Steuergemeinden umfassten. Auf dem Gebiet der Steuer- bzw. Katastralgemeinde Liemberg entstand die Gemeinde Liemberg. Die Größe der Katastralgemeinde Liemberg wurde 1854 mit 1879 Österreichischen Joch und 782 Klaftern (ca. 1082 ha) angegeben. Damals lebten 276 Personen auf dem Gebiet der Katastralgemeinde.
1958 wurde die Katastralgemeinde Liemberg Teil der Gemeinde Liebenfels, die damals durch die Fusion der Gemeinden Liemberg, Hardegg und Pulst entstanden war. 1961 wurde die Fläche der Katastralgemeinde Liemberg mit 1080,6222 ha angegeben.
Im Zuge der Gemeindestrukturreform 1973 wurden Gebiete im Ausmaß von knapp 1 km² am westlichen Rand der Katastralgemeinde Liemberg von der Gemeinde Liebenfels an die zum Bezirk Feldkirchen gehörende Gemeinde St. Urban abgetreten und in deren Katastralgemeinde St. Urban eingegliedert. Seither beträgt die Fläche der Katastralgemeinde Liemberg etwa 981 ha.
Die Katastralgemeinde Liemberg gehörte ab 1850 zum politischen Bezirk Sankt Veit an der Glan und zum Gerichtsbezirk Sankt Veit an der Glan. 1854 bis 1868 gehörte sie zum Gemischten Bezirk Sankt Veit an der Glan. Seit der Reform 1868 ist sie wieder Teil des politischen Bezirks Sankt Veit an der Glan und des Gerichtsbezirks Sankt Veit an der Glan. 